# Liste des cantons des Ardennes

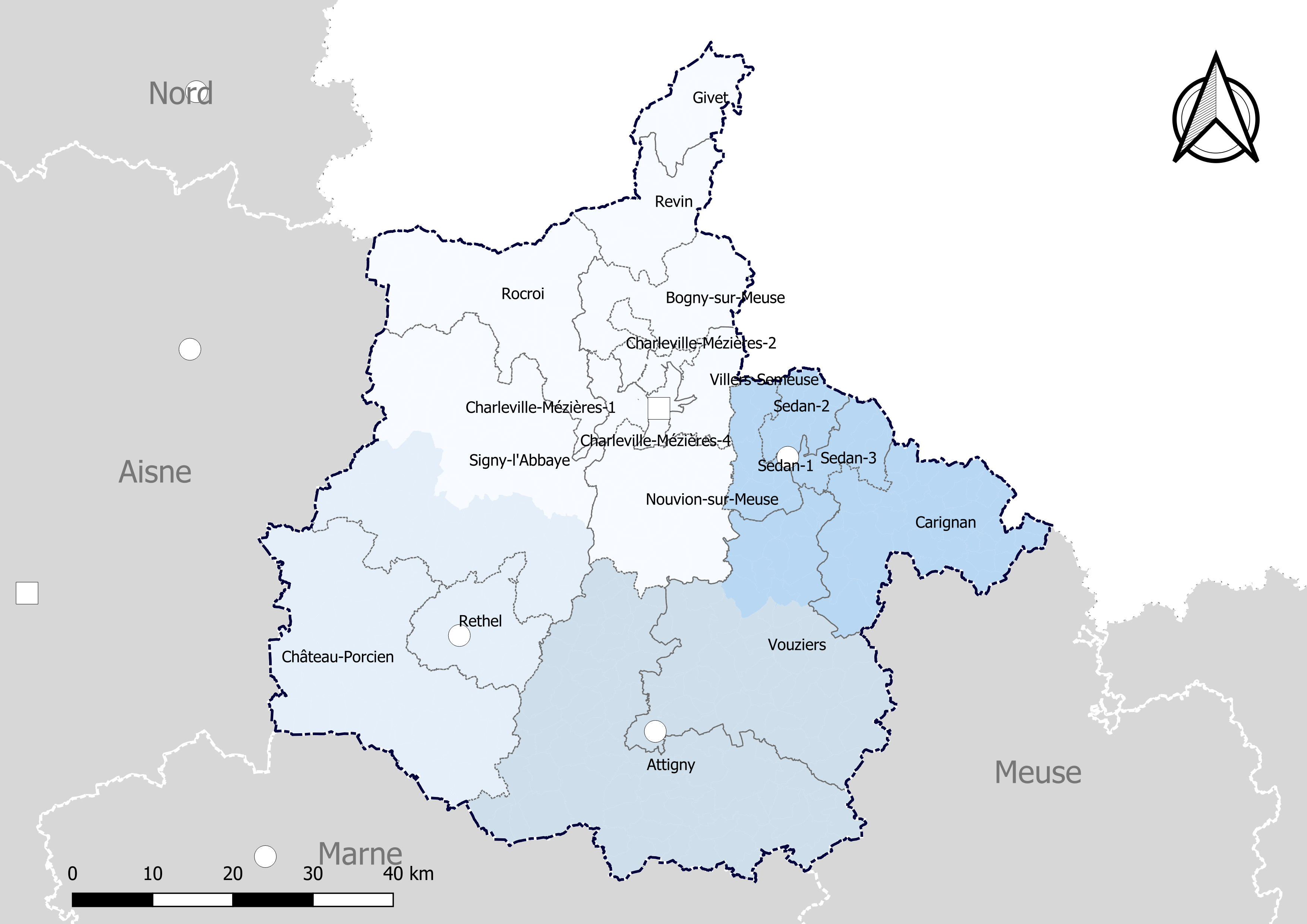
Découpage cantonal du département des Ardennes, avec en surimpression les arrondissements (en nuances de bleu) - Carte arrêtée au 1er janvier 2019.

Le département des Ardennes compte 19 cantons depuis le redécoupage cantonal de 2014 (37 cantons auparavant).

## Histoire

### Découpage cantonal antérieur à 2015
Liste des 37 cantons des Ardennes, par arrondissement :
- arrondissement de Charleville-Mézières (17 cantons) : Charleville (dissous en 1973[1]) Charleville-Centre (créé en 1973[1]) -Flize - Fumay (redécoupé en 1973[1]) - Givet - Mézières (dissous en 1973) - Mézières-Centre-Ouest (créé en 1973[1]) - Mézières-Est (créé en 1973[1]) - Monthermé - Nouzonville (créé en 1973[1]) - Omont - Renwez - Revin (créé en 1973[1]) - Rocroi - Rumigny - Signy-l'Abbaye - Signy-le-Petit - Villers-Semeuse (créé en 1982[2]) - Charleville-La Houillère (créé en 1973[1])

- arrondissement de Rethel (6 cantons) : Asfeld - Château-Porcien - Chaumont-Porcien - Juniville - Novion-Porcien - Rethel

- arrondissement de Sedan (6 cantons) : Carignan - Mouzon - Raucourt-et-Flaba - Sedan-Sud (dissous en 1973[1]) - Sedan-Est (créé en 1973[1]) - Sedan-Nord (redécoupé en 1973[1]) - Sedan-Ouest (créé en 1973[1])

- arrondissement de Vouziers (8 cantons) : Attigny- Buzancy - Le Chesne - Grandpré - Machault - Monthois - Tourteron - Vouziers

### Redécoupage cantonal de 2014
Dans la poursuite de la réforme territoriale engagée en 2010, l'Assemblée nationale adopte définitivement le 17 avril 2013 la réforme du mode de scrutin pour les élections départementales destinée à garantir la parité hommes/femmes. Les lois (loi organique 2013-402 et loi 2013-403) sont promulguées le 17 mai 2013. Un nouveau découpage territorial est défini par décret du 21 février 2014 pour le département des Ardennes. Celui-ci entre en vigueur lors du premier renouvellement général des assemblées départementales suivant la publication du décret, soit en mars 2015. Les conseillers départementaux sont élus au scrutin majoritaire binominal mixte. Les électeurs de chaque canton éliront au Conseil départemental, nouvelle appellation des Conseils généraux, deux membres de sexe différent, qui se présenteront en binôme de candidats. Les conseillers départementaux seront élus pour 6 ans au scrutin binominal majoritaire à deux tours, l'accès au second tour nécessitant 10 % des inscrits au 1er tour. En outre la totalité des conseillers départementaux est renouvelée.
Ce nouveau mode de scrutin nécessite un redécoupage des cantons dont le nombre est divisé par deux avec arrondi à l'unité impaire supérieure si ce nombre n'est pas entier impair et avec des conditions de seuils minimaux. Dans les Ardennes le nombre de cantons passe ainsi de 37 à 19.
Les critères du remodelage cantonal sont les suivants : le territoire de chaque canton doit être défini sur des bases essentiellement démographiques, le territoire de chaque canton doit être continu et les communes de moins de 3 500 habitants sont entièrement comprises dans le même canton. Il n’est fait référence, ni aux limites des arrondissements, ni à celles des circonscriptions législatives.
Conformément à de multiples décisions du Conseil constitutionnel depuis 1985 et notamment  sa décision n° 2010-618 DC du 9 décembre 2010,  il est admis que le principe d’égalité des électeurs au regard des critères démographiques est respecté lorsque le ratio conseiller/habitant de la circonscription est compris dans une fourchette de 20 % de part et d'autre du ratio moyen conseiller/habitant du département. Pour le département des Ardennes, la population de référence est la population légale en vigueur au 1er janvier 2013, à savoir la population millésimée 2010, soit 283 250 habitants. Avec 19 cantons la population moyenne par conseiller départemental est de 14 908 habitants. Ainsi la population de chaque nouveau canton doit-elle être comprise entre 11 926 habitants et 17 889 habitants pour respecter le principe de l'égalité citoyenne au vu des critères démographiques.

## Composition actuelle

### Composition détaillée
| N° | Nom du Canton          | Bureau centralisateur | Population 2010                       | Écart /moyenne | Nombre de communes entières       | Communes composant le canton |
| -- | ---------------------- | --------------------- | ------------------------------------- | -------------- | --------------------------------- | --- |
| 1  | Attigny                | Attigny               | 12 746                                | 0,85           | 79                                | Alland'Huy-et-Sausseuil, Apremont, Ardeuil-et-Montfauxelles, Attigny, Aure, Autry, Beffu-et-le-Morthomme, Bouconville, Bourcq, Brécy-Brières, Cauroy, Challerange, Champigneulle, Charbogne, Chardeny, Chatel-Chéhéry, Chevières, Chuffilly-Roche, Condé-lès-Autry, Contreuve, Cornay, Coulommes-et-Marqueny, Dricourt, Écordal, Exermont, Falaise, Fléville, Givry, Grandham, Grandpré, Grivy-Loisy, Guincourt, Hauviné, Jonval, Lametz, Lançon, Leffincourt, Liry, Longwé, Machault, Manre, Marcq, Marquigny, Mars-sous-Bourcq, Marvaux-Vieux, Montcheutin, Monthois, Mont-Saint-Martin, Mont-Saint-Remy, Mouron, Neuville-Day, Olizy-Primat, Pauvres, Quilly, Rilly-sur-Aisne, La Sabotterie, Saint-Clément-à-Arnes, Saint-Étienne-à-Arnes, Saint-Juvin, Saint-Lambert-et-Mont-de-Jeux, Saint-Loup-Terrier, Saint-Morel, Saint-Pierre-à-Arnes, Sainte-Marie, Sainte-Vaubourg, Saulces-Champenoises, Savigny-sur-Aisne, Séchault, Semide, Semuy, Sommerance, Sugny, Suzanne, Tourcelles-Chaumont, Tourteron, Vaux-Champagne, Vaux-lès-Mouron, Voncq. |
| 2  | Bogny-sur-Meuse        | Bogny-sur-Meuse       | 16 280                                | 1,09           | 12                                | Bogny-sur-Meuse, Deville, Haulmé, Les Hautes-Rivières, Joigny-sur-Meuse, Laifour, Les Mazures, Montcornet, Monthermé, Renwez, Thilay, Tournavaux. |
| 3  | Carignan               | Carignan              | 16 627                                | 1,12           | 38                                | Auflance, Autrecourt-et-Pourron, Beaumont-en-Argonne, Bièvres, Blagny, Brévilly, Carignan, Les Deux-Villes, Douzy, Escombres-et-le-Chesnois, Euilly-et-Lombut, La Ferté-sur-Chiers, Fromy, Herbeuval, Létanne, Linay, Malandry, Margny, Margut, Matton-et-Clémency, Messincourt, Mogues, Moiry, Mouzon, Osnes, Puilly-et-Charbeaux, Pure, Sachy, Sailly, Sapogne-sur-Marche, Signy-Montlibert, Tétaigne, Tremblois-lès-Carignan, Vaux-lès-Mouzon, Villers-devant-Mouzon, Villy, Williers, Yoncq. |
| 4  | Charleville-Mézières-1 | Charleville-Mézières  | 4 874 + fraction Charleville-Mézières |                | 7 + fraction Charleville-Mézières | 1° Les communes suivantes : Belval, Cliron, Fagnon, Haudrecy, Prix-lès-Mézières, Tournes, Warcq. 2° La partie de la commune de Charleville-Mézières située à l'ouest et au nord d'une ligne définie par l'axe des voies et limites suivantes : depuis la limite territoriale de la commune de Warcq, cours de la Meuse, rue de la Prairie, ligne de chemin de fer, cours de la Meuse, prolongement en ligne droite de la rue du Port, rue du Port, avenue du Président-Vincent-Auriol, avenue du 91e-Régiment-d'Infanterie, route de Prix, jusqu'à la limite territoriale de la commune de Prix-lès-Mézières. |
| 5  | Charleville-Mézières-2 | Charleville-Mézières  | 7 943 + fraction Charleville-Mézières |                | 5 + fraction Charleville-Mézières | 1° Les communes suivantes : Arreux, Damouzy, Houldizy, Nouzonville, Sécheval. 2° La partie de la commune de Charleville-Mézières située au nord d'une ligne définie par l'axe des voies et limites suivantes : depuis la limite territoriale de la commune de Warcq, avenue Charles-de-Gaulle, rue de Libreville, rue Émile-Nivelet, rue du Docteur-Émile-Baudoin, rue Camille-Pelletan, rue d'Étion, prolongement en ligne droite de la rue d'Étion à travers la place des Droits-de-l'Homme, cours de la Meuse, jusqu'à la limite territoriale de la commune de Montcy-Notre-Dame. |
| 6  | Charleville-Mézières-3 | Charleville-Mézières  | 1 562 + fraction Charleville-Mézières |                | 1 + fraction Charleville-Mézières | 1° La commune suivante : Montcy-Notre-Dame. 2° La partie de la commune de Charleville-Mézières située au sud d'une ligne définie par l'axe des voies et limites suivantes : depuis la limite territoriale de la commune de Warcq, avenue Charles-de-Gaulle, rue de Libreville, rue Émile-Nivelet, rue du Docteur-Émile-Baudoin, rue Camille-Pelletan, rue d'Étion, prolongement en ligne droite de la rue d'Étion à travers la place des Droits-de-l'Homme, cours de la Meuse, jusqu'à la limite territoriale de la commune de Montcy-Notre-Dame ;3° La partie de la commune de Charleville-Mézières située à l'est d'une ligne définie par l'axe des voies et limites suivantes : depuis la limite territoriale de la commune de Warcq, cours de la Meuse, rue de la Prairie, ligne de chemin de fer, cours de la Meuse, jusqu'à la limite territoriale de la commune de Villers-Semeuse. |
| 7  | Charleville-Mézières-4 | Charleville-Mézières  | 1 587 + fraction Charleville-Mézières |                | 1 + fraction Charleville-Mézières | 1° La commune suivante : La Francheville. 2° La partie de la commune de Charleville-Mézières non incluse dans les cantons de Charleville-Mézières-1, de Charleville-Mézières-2 et de Charleville-Mézières-3. |
| 8  | Château-Porcien        | Château-Porcien       | 15 054                                | 1,01           | 47                                | Aire, Alincourt, Annelles, Asfeld, Aussonce, Avançon, Avaux, Balham, Banogne-Recouvrance, Bergnicourt, Bignicourt, Blanzy-la-Salonnaise, Brienne-sur-Aisne, Château-Porcien, Le Châtelet-sur-Retourne, Condé-lès-Herpy, L'Écaille, Écly, Gomont, Hannogne-Saint-Rémy, Hauteville, Herpy-l'Arlésienne, Houdilcourt, Inaumont, Juniville, Ménil-Annelles, Ménil-Lépinois, Neuflize, La Neuville-en-Tourne-à-Fuy, Perthes, Poilcourt-Sydney, Roizy, Saint-Fergeux, Saint-Germainmont, Saint-Loup-en-Champagne, Saint-Quentin-le-Petit, Saint-Remy-le-Petit, Sault-Saint-Remy, Seraincourt, Sévigny-Waleppe, Son, Tagnon, Taizy, Le Thour, Vieux-lès-Asfeld, Villers-devant-le-Thour, Ville-sur-Retourne. |
| 9  | Givet                  | Givet                 | 14 633                                | 0,98           | 12                                | Aubrives, Charnois, Chooz, Foisches, Fromelennes, Givet, Ham-sur-Meuse, Hierges, Landrichamps, Rancennes, Vireux-Molhain, Vireux-Wallerand. |
| 10 | Nouvion-sur-Meuse      | Nouvion-sur-Meuse     | 13 955                                | 0,94           | 32                                | Les Ayvelles, Baâlons, Boulzicourt, Bouvellemont, Chagny, Chalandry-Élaire, Champigneul-sur-Vence, Dom-le-Mesnil, Étrépigny, Évigny, Flize, Guignicourt-sur-Vence, Hannogne-Saint-Martin, La Horgne, Mazerny, Mondigny, Montigny-sur-Vence, Nouvion-sur-Meuse, Omicourt, Omont, Poix-Terron, Saint-Marceau, Saint-Pierre-sur-Vence, Sapogne-et-Feuchères, Singly, Touligny, Vendresse, Villers-le-Tilleul, Villers-sur-le-Mont, Vrigne-Meuse, Warnécourt, Yvernaumont. |
| 11 | Rethel                 | Rethel                | 14 032                                | 0,94           | 18                                | Acy-Romance, Amagne, Ambly-Fleury, Arnicourt, Barby, Bertoncourt, Biermes, Corny-Machéroménil, Coucy, Doux, Mont-Laurent, Nanteuil-sur-Aisne, Novy-Chevrières, Rethel, Sault-lès-Rethel, Seuil, Sorbon, Thugny-Trugny. |
| 12 | Revin                  | Revin                 | 14 057                                | 0,94           | 7                                 | Anchamps, Fépin, Fumay, Hargnies, Haybes, Montigny-sur-Meuse, Revin. |
| 13 | Rocroi                 | Rocroi                | 15 634                                | 1,05           | 33                                | Auge, Auvillers-les-Forges, Blombay, Bourg-Fidèle, Brognon, Le Châtelet-sur-Sormonne, Chilly, Étalle, Éteignières, Fligny, Gué-d'Hossus, Ham-les-Moines, Harcy, Laval-Morency, Lonny, Maubert-Fontaine, Murtin-et-Bogny, La Neuville-aux-Joûtes, Neuville-lez-Beaulieu, Neuville-lès-This, Regniowez, Remilly-les-Pothées, Rimogne, Rocroi, Saint-Marcel, Sévigny-la-Forêt, Signy-le-Petit, Sormonne, Sury, Taillette, Tarzy, This, Tremblois-lès-Rocroi. |
| 14 | Sedan-1                | Sedan                 | 8 800 + fraction Sedan                |                | 8 + fraction Sedan                | 1° Les communes suivantes : Cheveuges, Donchery, Noyers-Pont-Maugis, Saint-Aignan, Thelonne, Villers-sur-Bar, Vrigne aux Bois, Wadelincourt. 2° La partie de la commune de Sedan située à l'ouest d'une ligne définie par l'axe des voies et limites suivantes : depuis la limite territoriale de la commune de Floing, cours de la Meuse, ligne droite dans le prolongement du boulevard Fabert, boulevard Fabert, cours de la Meuse, jusqu'à la limite territoriale de la commune de Wadelincourt. |
| 15 | Sedan-2                | Sedan                 | 6 360 + fraction Sedan                |                | 7 + fraction Sedan                | 1° Les communes suivantes : La Chapelle, Fleigneux, Floing, Givonne, Glaire, Illy, Saint-Menges. 2° La partie de la commune de Sedan située au nord et à l'est d'une ligne définie par l'axe des voies et limites suivantes : depuis la limite territoriale de la commune de Floing, cours de la Meuse, ligne droite dans le prolongement du boulevard Fabert, boulevard Fabert, cours de la Meuse, ligne droite dans le prolongement de la rue de Metz, rue de Metz, place d'Alsace-Lorraine, place Crussy, place d'Armes, rue Jules-Rousseau, promenoir des Prêtres, rue Chardron, rue Hue-Tanton, boulevard de la Rochette, rue Pillas, ruelle Ricousse, rue Barré-Faillon, rue de la Garenne-au-Fond-de-Givonne, jusqu'à la limite territoriale de la commune d'Illy. |
| 16 | Sedan-3                | Sedan                 | 6 734 + fraction Sedan                |                | 7 + fraction Sedan                | 1° Les communes suivantes : Balan, Bazeilles, Daigny, Francheval, La Moncelle, Pouru-aux-Bois, Pouru-Saint-Remy. 2° La partie de la commune de Sedan non incluse dans les cantons de Sedan-1 et de Sedan-2. |
| 17 | Signy-l'Abbaye         | Signy-l'Abbaye        | 31 363                                | 2,1            | 71                                | Antheny, Aouste, Aubigny-les-Pothées, Auboncourt-Vauzelles, Barbaise, Blanchefosse-et-Bay, Bossus-lès-Rumigny, Cernion, Champlin, Chappes, Chaumont-Porcien, Chesnois-Auboncourt, Clavy-Warby, Dommery, Doumely-Bégny, Draize, L'Échelle, Estrebay, Faissault, Faux, La Férée, Flaignes-Havys, Fraillicourt, Le Fréty, Girondelle, Givron, Grandchamp, Gruyères, Hagnicourt, Hannappes, Jandun, Justine-Herbigny, Lalobbe, Launois-sur-Vence, Lépron-les-Vallées, Liart, Logny-Bogny, Lucquy, Maranwez, Marby, Marlemont, Mesmont, Montmeillant, Neufmaison, La Neuville-lès-Wasigny, Neuvizy, Novion-Porcien, Prez, Puiseux, Raillicourt, Remaucourt, Renneville, Rocquigny, La Romagne, Rouvroy-sur-Audry, Rubigny, Rumigny, Saint-Jean-aux-Bois, Saulces-Monclin, Sery, Signy-l'Abbaye, Sorcy-Bauthémont, Thin-le-Moutier, Vaux-lès-Rubigny, Vaux-Montreuil, Vaux-Villaine, Viel-Saint-Remy, Villers-le-Tourneur, Wagnon, Wasigny, Wignicourt. |
| 18 | Villers-Semeuse        | Villers-Semeuse       | 15 009                                | 1,01           | 11                                | Aiglemont, Gernelle, Gespunsart, La Grandville, Issancourt-et-Rumel, Lumes, Neufmanil, Saint-Laurent, Villers-Semeuse, Ville-sur-Lumes, Vivier-au-Court. |
| 19 | Vouziers               | Vouziers              | 13 488                                | 0,9            | 51                                | Angecourt, Artaise-le-Vivier, Authe, Autruche, Bairon et ses environs, Ballay, Bar-lès-Buzancy, Bayonville, Belleville-et-Châtillon-sur-Bar, Belval-Bois-des-Dames, La Berlière, La Besace, Boult-aux-Bois, Brieulles-sur-Bar, Briquenay, Bulson, Buzancy, Chémery-Chéhéry, La Croix-aux-Bois, Fossé, Germont, Les Grandes-Armoises, Haraucourt, Harricourt, Imécourt, Landres-et-Saint-Georges, Maisoncelle-et-Villers, Le Mont-Dieu, Montgon, La Neuville-à-Maire, Noirval, Nouart, Oches, Les Petites-Armoises, Quatre-Champs, Raucourt-et-Flaba, Remilly-Aillicourt, Saint-Pierremont, Sauville, Sommauthe, Stonne, Sy, Tailly, Tannay, Thénorgues, Toges, Vandy, Vaux-en-Dieulet, Verpel, Verrières, Vouziers. |
|    |                        |                       | 283 250                               |                | 463                               | |

### Répartition par arrondissement
Contrairement à l'ancien découpage où chaque canton était inclus à l'intérieur d'un seul arrondissement, le nouveau découpage territorial s'affranchit des limites des arrondissements. Certains cantons peuvent être composés de communes appartenant à des arrondissements différents. Dans le département des Ardennes, c'est le cas de deux cantons (Signy-l'Abbaye, Vouziers).
Le tableau suivant présente la répartition par arrondissement :
| N° | Canton                 | Charleville-Mézières              | Rethel | Sedan              | Vouziers | Total                             |
| -- | ---------------------- | --------------------------------- | ------ | ------------------ | -------- | --------------------------------- |
| 1  | Attigny                |                                   |        |                    | 79       | 79                                |
| 2  | Bogny-sur-Meuse        | 12                                |        |                    |          | 12                                |
| 3  | Carignan               |                                   |        | 38                 |          | 38                                |
| 4  | Charleville-Mézières-1 | 7 + fraction Charleville-Mézières |        |                    |          | 7 + fraction Charleville-Mézières |
| 5  | Charleville-Mézières-2 | 5 + fraction Charleville-Mézières |        |                    |          | 5 + fraction Charleville-Mézières |
| 6  | Charleville-Mézières-3 | 1 + fraction Charleville-Mézières |        |                    |          | 1 + fraction Charleville-Mézières |
| 7  | Charleville-Mézières-4 | 1 + fraction Charleville-Mézières |        |                    |          | 1 + fraction Charleville-Mézières |
| 8  | Château-Porcien        |                                   | 47     |                    |          | 47                                |
| 9  | Givet                  | 12                                |        |                    |          | 12                                |
| 10 | Nouvion-sur-Meuse      | 32                                |        |                    |          | 32                                |
| 11 | Rethel                 |                                   | 18     |                    |          | 18                                |
| 12 | Revin                  | 7                                 |        |                    |          | 7                                 |
| 13 | Rocroi                 | 33                                |        |                    |          | 33                                |
| 14 | Sedan-1                |                                   |        | 9 + fraction Sedan |          | 9 + fraction Sedan                |
| 15 | Sedan-2                |                                   |        | 7 + fraction Sedan |          | 7 + fraction Sedan                |
| 16 | Sedan-3                |                                   |        | 7 + fraction Sedan |          | 7 + fraction Sedan                |
| 17 | Signy-l'Abbaye         | 35                                | 36     |                    |          | 71                                |
| 18 | Villers-Semeuse        | 11                                |        |                    |          | 11                                |
| 19 | Vouziers               |                                   |        | 12                 | 39       | 51                                |
|    |                        | 157                               | 101    | 72                 | 118      | 448                               |